# フィリップ・ボカンソン
フィリップ・ボカンソン（Philippe Vocanson、1904年10月20日 - 2015年1月18日）は、フランスのスーパーセンテナリアン。フランス・サン＝テティエンヌ在住だった長寿の男性。存命中のヨーロッパ最高齢の男性だった。

## 人物
1904年10月20日、農民の家族に8人兄弟の1人として生まれる。兄弟の一人は108歳まで生きた。若いころは農家や靴職人として働き、1927年に結婚する。第二次世界大戦中に捕虜としてとらえられたが、のちに脱出する。1985年に未亡人となり2000年に老人ホームに移る。
2015年1月10日に死去。110歳90日没。